# ليو خواي خاي
ليو خواي خاي ( (بالصينية: 刘会海) ) يعمل اختصاصيًا في علوم المياه الجوفية وهندسة المكامن. ومتخصص تحديدًا في عمليات التكسير المائي والعمليات المائية والميكانيكية، وطبيعة وخواص عمليات الانتقال والتدفق الجوفية المتعددة الأطوار وتطبيقاتها في مجالي هندسة المكامن وإدارة النفايات النووية.

## السيرة الذاتية
حصل خاي على شهادة البكالوريوس في العلوم عام 1983م في تخصص الآلات المائية (الهيدروليكية) من جامعة الهندسة الزراعية في بكين، وحصل في عام 1986م على شهادة الماجستير في العلوم في تخصص هندسة الموائع من جامعة هواتشونق للعلوم والتقنية في الصين، وكانت أطروحته في هذه الرسالة بعنوان "طريقة محسَّنة ومتميزة لوصف تدفق المياه في التوربينات الهيدروليكية (الدوامات المائية)". وبعد ذلك، وتحديدًا في عام 1995م، حصل على شهادة الدكتوراه في الولايات المتحدة في تخصص فيزياء التربة من جامعة أوبرن، وكانت أطروحته بعنوان "دراسة تجريبية ورقمية لتحديد تدفق ومزج الملوثات المتغيرة الكثافة في الوسائط المسامية".
عمل الدكتور خاي أستاذًا مساعدًا في قسم هندسة النظام البيئي في جامعة كليمسون من عام 1995م إلى عام 1997م، ثم انتقل إلى كاليفورنيا في عام 1997م ليعمل في وظيفة خبير أبحاث في مختبر لورنس بيركلي الوطني. كما شغل منصب رئيس قسم العلوم المائية وحركة المكامن في المختبر ذاته من عام 2009م إلى عام 2012م.  ومنذ عام 2014م، التحق بالعمل في مركز الأبحاث في أرامكو.

## الأبحاث
أجرى ليو خواي خاي دراسة بحثية واحدة، ونشر، بمراجعة أقرانه، أكثر من 100 مقالة / فصل من كتاب، كما قدم عدة إسهامات رئيسة أصيلة في مجالات تخصصه، ومن ذلك (1) نموذج التصدع النشط، الذي استخدم بمثابة نظرية حالة أساسية لتدفق الموائع وانتقالها في الصخور المتصدعة غير المشبعة في مستودع جبل يوكا للنفايات النووية، (2) نموذج هوك المكون من جزأين من خلال استقراء قانون هوك لدمج التباين الميكانيكي للصخور الطبيعية، (3) نظرية جديدة متعددة الأطوار تستند إلى المبدأ الذي يشير إلى أن عمليات التدفق متعددة الأطوار في الطبقات الجوفية عملياتٌ منظمةٌ ذاتيًا بطريقة تكون فيها مقاومة التدفق الكلي في حدها الأدنى.

## الجوائز والتكريم
حصل على زمالة الجمعية الجيولوجية الأمريكية في عام 2007م، وعضوية التميز في جمعية مهندسي البترول في عام 2017.  كما حصل أيضًا على جائزة إميل تروغ لعلوم التربة من الجمعية الأمريكية لعلوم التربة، وكذلك جائزة المدير للتميز من مختبر لورنس بيركلي الوطني.